# Прапор Вирумаа
Прапор Вирумаа (ест. Võrumaa lipp) — один із офіційних символів повіту Вирумаа в Естонії.

## Опис
Прапор являє собою прямокутне полотнище зі співвідношенням ширини до довжини як 7:11, яке складається з двох рівновеликих горизонтальних смуг: верхньої білої та нижньої зеленої. Посередині білої смуги розміщено герб повіту.
Стандартний розмір прапора 105x165 см.

## Історія
Прапор офіційно впроваджено 12 грудня 1996 року.